# Nevus melanocític
Un nevus melanocític (o nevus de cèl·lules pigmentades) és un tipus de nevus (una lesió circumscrita i sobreelevada de la pell) que conté melanòcits. Alguns autors l'assimilen al nevus nevocític (en el qual hi ha un creixement de cèl·lules nèviques, molt semblants als melanòcits), si bé altres fonts els diferencien. Seria un terme assimilable a la denominació vulgar de piga. Si bé altres publicacions indiquen altres equivalències, el Diccionari Enciclopèdic de Medicina limita el terme de piga a l'efèlide i al nevus nevocel·lular; i també diu que el nevus melanocític inclou: les taques de cafè amb llet, la melanosi neviforme, el nevus spilus, el lentigen simple i les lentiginosis.
Segons l'Acadèmia Americana de Dermatologia, la majoria de les pigues apareixen durant les dues primeres dècades de la vida d'una persona, mentre que aproximadament un de cada 100 nadons neix amb pigues. Les pigues adquirides són una forma de neoplàsia benigna, mentre que les congènites, o nevus congènits, es consideren una tumoració semblant a l'hamartoma i poden tenir un major risc de desenvolupar un melanoma. L'alta concentració d'agent de pigmentació del cos, la melanina, és responsable del seu fosc color. Els casos de nevus melanocítics conjuntivals gegants són força insòlits. La síndrome del torniquet capil·lar és una singular complicació del nevus melanocític. Poques vegades, un nevus melanocític apareix a la  zona tarsal, al paladar tou o dins de la mucosa gingival. Els nevus melanocítics colònics són gairebé excepcionals.

## Classificació

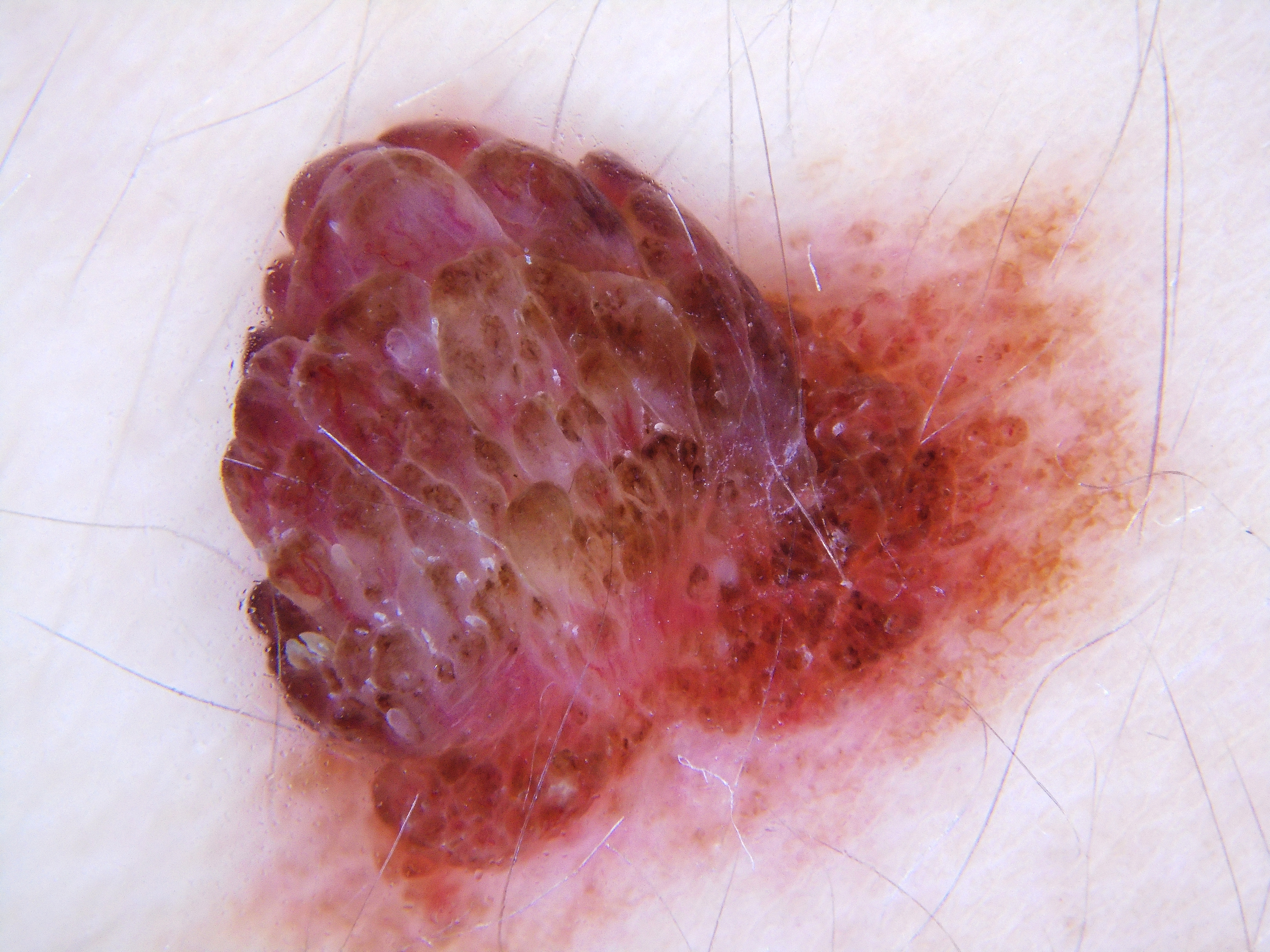
Nevus melanocític intradèrmic (imatge dermatoscópica).

No hi ha una classificació dels nevus melanocítics basada en els resultats dels seus mètodes diagnòstics universalment acceptada.
En termes generals, els nevus melanocítics es poden dividir en congènits i adquirits.
Morfològicament es poden classificar:
- Nevus melanocític congènit
- Nevus melanocític adquirit comú[18]
- Nevus melanocític eruptiu induït per fàrmacs[19]
- Nevus melanocític eruptiu subsegüent a una cremada[20]
- Nevus spilus o lentiginós clapejat
- Nevus blau[21]
- Nevus d'halo o halo nevus[22]
- Nevus de Spitz[23]
- Nevus atípic, displàstic o de Clark[24]

## Evolució dels nevus melanocítics
Tots els nevus melanocítics poden canviar amb el temps tant si són congènits com adquirits. La maduració "normal" s'evidencia com una elevació de la lesió des d'una màcula plana a una pàpula aixecada. El color canvia quan els melanòcits s'agrupen i migren des de la superfície de la pell (epidermis) a l'interior de la dermis. El color pot canviar de marró uniforme a marró motejat i passar a ser de color carn o rosa amb el temps. Durant l'evolució la migració desigual dels melanòcits pot fer que els nevus semblin melanomes i la dermatoscòpia és el procediment més pràctic per diferenciar entre lesions malignes i benignes.